# War of the Sontarans
War of the Sontarans (La guerra de los Sontarans), con el prefijo "Capítulo Dos" o "Flux", es el segundo episodio de la decimotercera temporada de la serie británica de ciencia ficción Doctor Who, emitido originalmente el 7 de noviembre de 2021 por BBC One. Fue escrito por el productor ejecutivo Chris Chibnall y dirigido por Jamie Magnus Stone. Presenta la segunda parte de seis de la temporada colectivamente conocida como Doctor Who: Flux.
El episodio está protagonizado por Jodie Whittaker como la Decimotercer Doctor, junto a Mandip Gill y John Bishop como sus compañeros Yasmin Khan y Dan Lewis, respectivamente.

## Sinopsis
La Doctor, Yaz y Dan son transportados a Sebastopol durante la Guerra de Crimea, donde todos conocen brevemente a Mary Seacole (Sara Powell) antes de que Yaz y Dan sean transportados a través del tiempo. La Doctor no puede ingresar a su TARDIS para rastrearlos y encontrarlos. Mientras permanece en Sebastopol, la Doctor se da cuenta de que los oponentes británicos durante la guerra ahora son los Sontarans, con los territorios de los Imperios chino y ruso reemplazados por zonas dominadas por los Sontarans. Engañando a un explorador para que parlara con su general, la Doctor descubre que segundos antes de que los Lupari protegieran la Tierra del Flujo en el episodio anterior, los Sontarans aprovecharon el Flujo y reescribieron la historia humana para alimentar el hambre de batalla de su especie.
Yaz se materializa en el Templo de Atropos en el planeta Tiempo, donde se encuentra brevemente con Joseph Williamson (Steve Oram) antes de hacerse amiga de Vinder (Jacob Anderson). Ambos son reclutados como reparadores de la computadora central del templo. Swarm (Sam Spruell) y Azure (Sandall Rochenda) llegan para tomar el control del templo y usar su poder para sí mismos.
Dan es transportado de regreso a Liverpool, donde se encuentra con un mundo dominado por los Sontarans. Salvado de una unidad Sontaran por sus padres, se entera de que un apagón de tres minutos causado por el escudo Lupari permitió a la flota Sontaran aterrizar primero en los muelles de Liverpool, donde establecieron una base de operaciones. Dan se cuela en uno de los barcos de Sontaran y se pone en contacto con la Doctor que le encarga poner fin a la ofensiva de Sontaran en 2021.
Dan es descubierto por los Sontarans pero es salvado por Karvanista. Ambos destruyen la flota principal al embestir su nave capturada en el astillero y evacúan en el último momento, restableciendo la línea de tiempo. Envenenando el sistema de suministro de los Sontarans en Crimea, la Doctor paraliza su ofensiva, obligándolos a retirarse, pero el general británico Logan bombardea sus barcos como venganza por masacrar a sus tropas. La Doctor recupera el acceso a la TARDIS para recoger a Dan y encontrar a Yaz.
La TARDIS funciona mal y obliga a la Doctor y a Dan a entrar en el templo, a través del cual debe pasar toda la energía temporal. La muerte de los guardianes de Mouri y la ruina del templo han provocado el fenómeno del Flujo, y ahora, en busca de controlar el tiempo para sí mismo, Swarm ha encarcelado a Yaz y Vinder como cuerpos de reemplazo de los Mouri. Sabiendo que el poder desatado matará a Yaz, la Doctor le ruega a Swarm que no active el templo, pero él la ignora y toma el control.

### Continuidad
El comandante Sontaran Riskaw menciona que hace valer la toma de posesión de la Tierra por el comandante Linx durante la Edad Media, hecho ocurrido en la historia The Time Warrior del Tercer Doctor, producida en 1973.

## Producción

### Desarrollo
War of the Sontarans fue escrito por el productor ejecutivo Chris Chibnall.

### Casting
La temporada es la tercera que presenta a Jodie Whittaker como la Decimotercer Doctor y a Mandip Gill como Yasmin Khan. John Bishop se unió al elenco de la serie como Dan Lewis.

### Filmación
Jamie Magnus Stone, quien anteriormente dirigió cuatro episodios de la temporada anterior, dirigió el primer bloque, que comprendió el primer, segundo y cuarto episodios de la serie.

## Emisión y recepción
War of the Sontarans se emitió el 7 de noviembre de 2021. El episodio sirve como la segunda parte de una historia de seis partes, titulada Flux. En Estados Unidos, el episodio se emitió en BBC America en la misma fecha, donde volvió a su franja horaria habitual después de una emisión anterior la semana anterior para el episodio de estreno.

### Calificaciones
El episodio fue visto por 3,96 millones de espectadores durante la noche. La cifra de visualización consolidada de siete días en todas las plataformas para aquellos que vieron el programa dentro de los siete días posteriores a la emisión fue de 5,10 millones de espectadores. Esto lo convirtió en el 13° programa más visto en toda la televisión del Reino Unido durante la semana y el cuarto más visto en BBC One. El episodio recibió una puntuación del Índice de apreciación de la audiencia de 77.

### Recepción crítica
En el agregador de reseñas Rotten Tomatoes, el 100% de los siete críticos dieron al episodio una reseña positiva y una calificación promedio de 7,3/10.